# Intersexualidad en Malta
Las personas intersexuales en Malta cuentan desde 2015 con una serie de protecciones legales que han convertido al país en uno de los más progresistas del mundo en este tema. Los niños intersexuales en el país cuentan con protecciones pioneras en el mundo contra intervenciones médicas cosméticas no consentidas, tras la aprobación de la Ley de Identidad de Género, Expresión de Género y Características Sexuales en 2015.
Todas las personas intersexuales maltesas tienen protección contra la discriminación. Las personas que lo soliciten pueden acceder a métodos administrativos sencillos para cambiar la asignación de sexo, con formas de identificación binarias y no binarias disponibles.

## Historia
En un caso judicial ocurrido en la Castellania en 1774 durante la Orden de San Juan en Malta, Rosa Mifsud, joven de 17 años proveninete de Luqa y descrito más tarde en la literatura clínica como «pseudohermafrodita», solicitó un cambio en la clasificación de su sexo de femenino a masculino. El tribunal designó a dos médicos para que realizaran el examen, que descubrieron que «el sexo masculino es el dominante». Los examinadores fueron el médico jefe y un cirujano superior, ambos trabajando en la Sacra Infermeria. El propio Gran Maestro tomó la decisión final de que Mifsud usara ropa exclusivamente masculina a partir de ese momento.

### SigloXXI

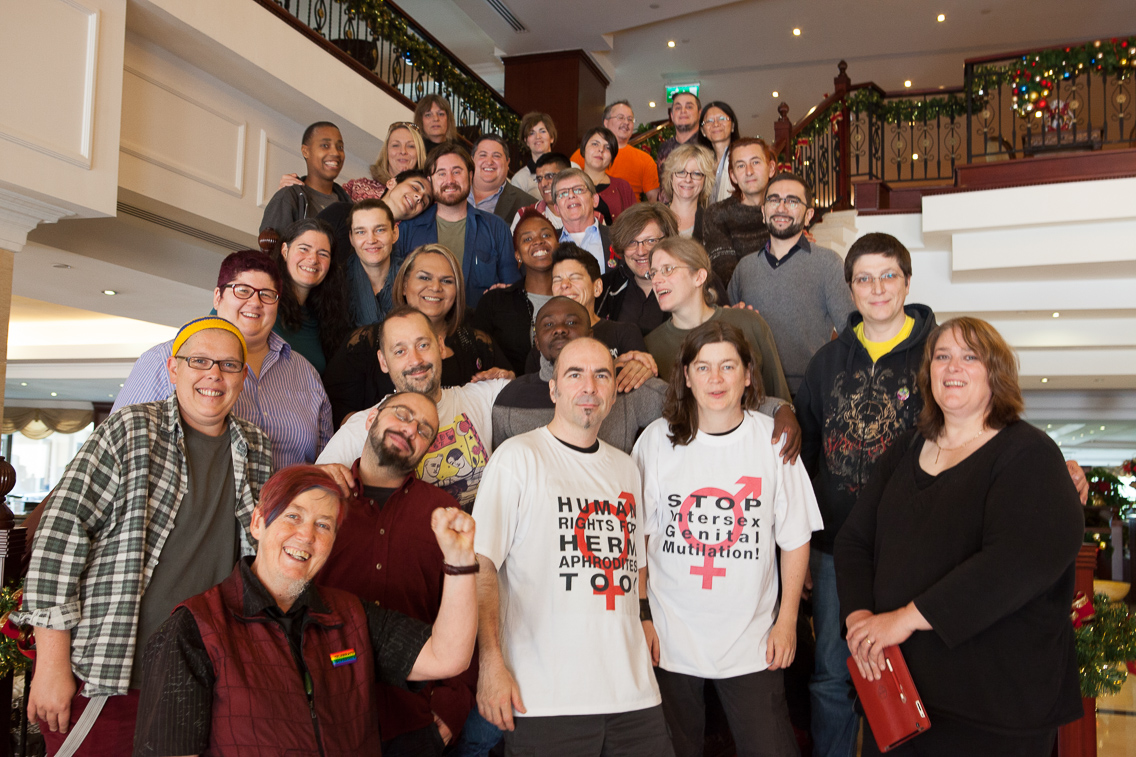
Participantes en el Tercer Foro Internacional Intersexual en 2013.

En 2013, Malta albergó el tercer Foro Intersexual Internacional en La Valeta, donde se firmó una declaración de la sociedad civil que pasó a ser conocida como la Declaración de Malta. El evento contó con el apoyo de ILGA e ILGA-Europa y reunió a 34 personas en representación de 30 organizaciones de múltiples regiones del mundo. Los representantes locales Silvan Agius de ILGA-Europa y Ruth Baldacchino de ILGA organizaron conjuntamente el evento. La declaración afirmó la existencia de las personas intersexuales y exigió el fin de la discriminación contra ellas y la garantía del derecho a la integridad física, la autonomía física y la autodeterminación. Posteriormente, Silvan Agius se convirtió en coordinador de políticas de derechos humanos en el Ministerio de Diálogo Social, y Ruth Baldacchino se convirtió en cosecretaria general de ILGA.

## Integridad física y autonomía corporal
En abril de 2015, Malta aprobó una ley pionera a nivel mundial para proteger a los bebés y niños intersexuales de intervenciones médicas no consensuadas. La Ley de Identidad de Género, Expresión de Género y Características Sexuales reconoce el derecho a la integridad corporal y a la autonomía física de estas personas.
 

14. (1) Será ilegal que los médicos u otros profesionales realicen cualquier tratamiento o intervención quirúrgica de asignación de sexo sobre las características sexuales de un menor, cuyo tratamiento o intervención pueda aplazarse hasta que la persona a tratar brinde su consentimiento informado.

A condición de que dicho tratamiento o intervención quirúrgica de asignación de sexo sobre las características sexuales del menor se realice si este otorga su consentimiento informado a través de la persona que ejerce la patria potestad o su tutor.
(2) En circunstancias excepcionales, el tratamiento podrá efectuarse una vez alcanzado un acuerdo entre el equipo interdisciplinario y la persona que ejerce la patria potestad o el tutor del menor que aún no pueda dar su consentimiento.

A condición de que la intervención médica sea motivada por factores sociales sin el consentimiento del menor, se considerará una infracción de esta Ley.

La Ley fue ampliamente celebrada a nivel internacional por organizaciones de la sociedad civil.

## Protección contra la discriminación
La Ley de Identidad de Género, Expresión de Género y Características Sexuales de 2015 protege a las personas intersexuales de la discriminación por motivos de «características sexuales», además de ofrecer una protección pionera a nivel mundial contra prácticas quirúrgicas nocivas. Las características sexuales se definieron de la siguiente manera:
 

Las "características sexuales" se refieren a las características cromosómicas, gonadales y anatómicas de una persona, que incluyen características primarias como los órganos reproductivos y los genitales y/o las estructuras cromosómicas y hormonales; y características secundarias como la masa muscular, la distribución del cabello, las mamas y/o la estructura.

También en 2015, el Ministerio de Educación y Empleo introdujo una política para estudiantes trans, de género variante e intersexuales en las escuelas, con el objetivo de promover la inclusión y combatir la discriminación.

## Documentos de identificación
La misma Ley de Identidad de Género, Expresión de Género y Características Sexuales introdujo nuevas disposiciones que permiten a los solicitantes cambiar sus documentos de identidad de género mediante un método administrativo simple. Malta también permite una opción «X» en los documentos de identificación desde el 6 de septiembre de 2017. El primer documento de identidad y pasaporte con marca «X» se expidieron el 23 de enero de 2018.